# Цзин-ди
Цзин-ди (кит. 景帝, пиньинь Jǐngdì), (188 до н. э.—141 до н. э.), личное имя Лю Ци (劉啟), полное посмертное имя Сяоцзин-хуанди (孝景皇帝) или Сяоцзин-ди — шестой император империи Хань в Китае, правил с 156 до н. э. до 141 до н. э.. Его правление характеризуется усилением центральной власти и уменьшением прав удельных князей. Им было подавлено Восстание семи уделов, в результате чего удельные князья были лишены возможности назначать министров на свой лад. Его сын — знаменитый император У-ди.
Он продолжал политику своего отца Вэнь-ди, снижал налоги и не вмешивался в дела народа, ослаблял наказания. Под влиянием своей матери, вдовствующей императрицы Доу, он поощрял даосизм.
Правление Цзин-ди опиралось на помощь талантливого советника Чао Цо  и генерала Чжоу Яфу. Оба, однако, были вынуждены покончить жизнь самоубийством по причине подозрительности императора.

## Ранние годы правления
Цзин-ди продолжал политику своего отца по невмешательству в дела низов и снижению налогов. При нём налоги упали в два раза, до одной тридцатой части урожая. Также он продолжил политику смягчения наказаний за уголовные преступления, уменьшив количество ударов, назначаемых за разные проступки. В области внешней политики он продолжил политику династических браков с сюнну, что привело к спокойствию на северной границе.
Однако угрозой для целостности страны являлось наличие большого количества удельных княжеств, в которых правили представители побочных линий императорского рода. Ещё во времена Сяовэнь-ди удельные князья содержали свои войска и не исполняли указы центрального правительства.

## Восстание семи уделов
Советник Чао Цо убедил императора, что нужно уменьшить размеры уделов, чтобы они не составляли большой угрозы. Чао Цо согласился, что княжества могут восстать, но заявил, что если уж они восстанут — то пусть лучше сделают это раньше, чем позднее, когда окажутся более подготовленными.
Базируясь на этой стратегии, в 154 году император наложил следующие наказания на князей:
- из княжества Чу (север современных провинций Цзянсу и Аньхой) выделялась область Дунхай в качестве наказания за то, что правивший в Чу Лу У имел сексуальную связь с вдовствующей императрицей Бо
- из княжества Чжао (центр и юг современной провинции Хэбэй) выделялась область Чаншань в качестве наказания за неуказанную провинность
- из княжества Цзяоси (современный Вэйфан в провинции Шаньдун) выделялось шесть уездов за то, что князь Лю Ан растратил средства, выделенные на охрану побережья
- из княжества У (юг современной провинции Цзянсу, север Чжэцзяна, юг провинции Аньхой и север Цзянси) выделялись области Хуэйцзи и Юйчжан в качестве наказания за различные провинности князя Лю Пи

В ответ на императорский указ часть князей подняли восстание, но оно было подавлено за три месяца. Некоторые из восставших князей сумели бежать, другие покончили жизнь самоубийством, третьи были казнены. Поражение восстания привело к тому, что несмотря на сохранение системы уделов мощь князей и размеры уделов были сокращены.

## Средние годы правления и проблемы наследования
В 153 году до н. э. в связи с тем, что у императрицы Бо не было сыновей, император объявил наследником престола своего старшего сына Лю Жуна. Это сделало его мать Ли, одну из любимых императорских наложниц, чрезмерно заносчивой. Когда в 151 году Бо была смещена с позиции императрицы, то Ли решила, что императрицей сделают её. Ли ненавидела сестру императора принцессу Лю Пяо за то, что та часто присылала ему красивых девушек, чтобы те становились императорскими наложницами, а это вызывало зависть у Ли. Когда принцесса Лю Пяо попыталась положить конец этой вражде, предложив выдать её дочь Чэнь Цзяо замуж за Лю Жуна, Ли отказалась.
Понимая, в каком опасном положении она окажется, если Ли однажды станет императрицей-матерью, Лю Пяо разработала другой план. Она выдала Чэнь Цзяо за Лю Чэ — сына другой любимой наложницы императора Ван Чжи, который был князем Цзяодуна. Потом она стала постоянно критиковать Ли, указывая, что если она станет императрицей-матерью, то многие наложницы разделят судьбу наложницы Ци императора Гао-цзу, которая была зверски убита вдовствующей императрицей Люй-хоу после смерти императора. В итоге император согласился, и в 150 году снял с Лю Жуна статус наследника престола. Ли умерла от ярости, а наследником престола был объявлен Лю Чэ (императрицей же стала его мать Ван Чжи). Лю Жун был схвачен в 148 году и совершил самоубийство.
Лянский князь Лю У получил большие привилегии за своё участие в подавление восстания семи уделов. Члены его двора побуждали его добиваться статуса наследника престола, в то время как часть имперских чиновников была против. Когда в 148 году до н. э. Лю У стал пытаться получить разрешение построить дорогу от столицы своего княжества Суйян до столицы империи города Чанъань, чиновники стали протестовать, и Лю У убил их. Разъярённый император схватил Лю У, но потом, боясь обидеть его мать, простил его, однако после этого Лю У уже не мог рассчитывать на то, чтобы стать наследником престола.

## Поздние годы правления
В последние годы правления Цзин-ди произошло событие, за которое его больше всего критикуют: смерть Чжоу Яфу, сыгравшего ключевую роль в подавлении Восстания семи уделов. Будучи премьер-министром, Чжоу Яфу оказался в итоге во враждебных отношениях практически со всеми влиятельными фигурами из императорского окружения. В 143 году до н. э. он взял из императорской оружейной оружие для погребальной церемонии. Его сын не заплатил работникам, и те обвинили семью Чжоу в заговоре. Император приказал арестовать Чжоу Яфу и провести расследование, и Чжоу Яфу был обвинён в подготовке заговора против духа императора в загробном мире. Чжоу Яфу совершил самоубийство в тюрьме.

## Значение для истории Китая
Император Цзин-ди был сложной и неоднозначной личностью. С одной стороны, его правление вместе с правлением его отца известны как «Правление Вэнь и Цзин» и считаются одним из золотых веков в китайской истории. С другой стороны, его правление отмечено политическими интригами и предательствами.
При правлении Цзин-ди «Дао дэ цзин» был признан классическим текстом китайской литературы.